# BT Eb 3/5
Die BT Eb 3/5 ist eine Zwillings-Heissdampf-Tenderlokomotive mit der Achsfolge 1'C1', welche die Bodensee-Toggenburg-Bahn (BT) zur Betriebsaufnahme im Jahre 1910 beschaffte. Mit dem Bau der Lokomotiven wurde die Lokomotiven- und Maschinenfabrik J.A. Maffei in München beauftragt, die aus finanziellen Gründen den Zuschlag gegenüber der einheimischen Industrie erhielt.

## Konstruktion

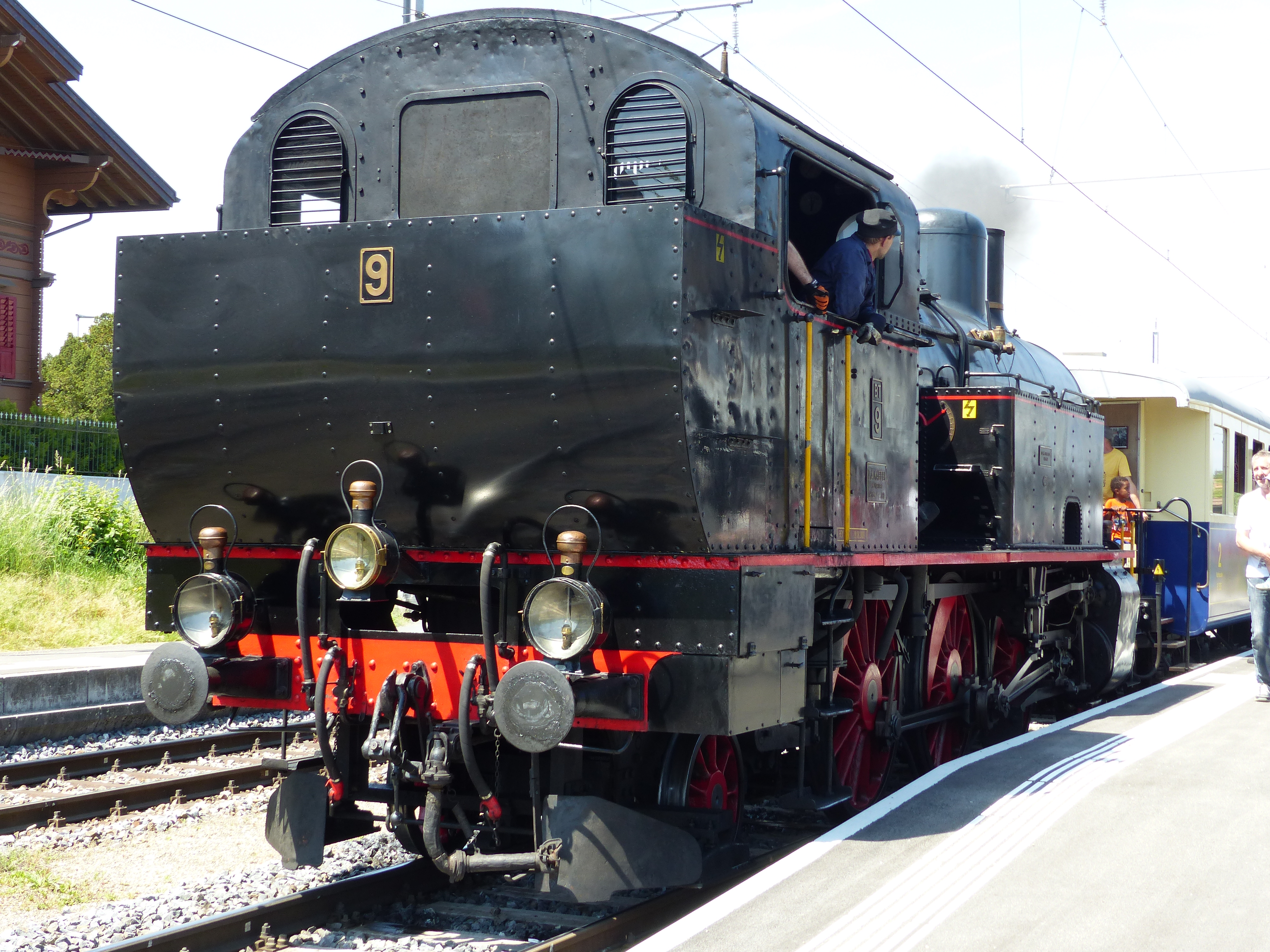
Tender der Eb 3/5 9

Die Eb 3/5 wurde als Universallokomotive zur Beförderung von Personen- und Güterzügen eingesetzt. Die Tenderlok kann 10 m³ Wasser und 3 t Kohle mitführen, was für die Führung eines schweren Schnellzuges von Romanshorn nach Rapperswil problemlos ausreicht. 
Mit einer Leistung von rund 1000 PS (735 kW) können die Lokomotiven auf 20 ‰ Steigung einen 120 t schweren Schnellzug mit 50 km/h oder einen Güterzug mit 200 t Gewicht mit 35 km/h befördern.
Um das Abdrehen in den Endstationen zur vermeiden, ist die Fahrt in beiden Fahrtrichtungen mit der Höchstgeschwindigkeit von 75 km/h möglich. Doppelt angeordnete Bedieneinrichtungen und ein Spiegel zur Beobachtung von Geschwindigkeitsmesser und Manometer erleichtern dem Lokführer die Rückwärtsfahrt.
Die Lokomotiven 1 bis 4 waren ab Fabrik mit Schmidt-Überhitzer, die Nummern 5 bis 9 anfänglich mit einem Clench-Dampftrockner ausgestattet.

## Betrieb bei der Bodensee–Toggenburg-Bahn
Weil bis 1917 der Betrieb der BT durch die Schweizerischen Bundesbahnen geführt wurde, waren die Tenderlokomotiven zunächst im Depot Rorschach stationiert. So wusste man bei den jungen Bundesbahnen die Maffei-Lokomotiven bald zu schätzen und beschaffte bei der SLM in Winterthur 34 ähnliche Maschinen, die man als SBB Eb 3/5 5801–5834 bezeichnete.
Die Lokomotiven mit den Schmidt-Überhitzern wiesen einen deutlich niedrigeren Kohlenverbrauch auf, weshalb 1911/12 die Lokomotiven 5 bis 9 auf dieses Überhitzersystem umgerüstet wurden. 1921–1928 wurden in verschiedene Lokomotiven Speisewasservorwärmer der Bauart Worthington eingebaut.
Die BT-Dampflokomotiven wurden im Wechsel mit Maschinen der SBB eingesetzt. Als die Maffei-Lokomotiven im Depot Rorschach beheimatet waren, kamen sie häufig auf der SBB-Strecke Rorschach–St. Gallen zum Einsatz. Später fuhren sie häufig von Romanshorn nach Konstanz und Schaffhausen.
In Anspielung auf den grossen Kohlenkasten erhielten die Eb 3/5 den Übernamen BT-Habersack (Hafersack), währenddem man die Schwestern bei den Bundesbahnen als SBB-Habersack bezeichnete.

## Verkauf an die Schweizerischen Bundesbahnen

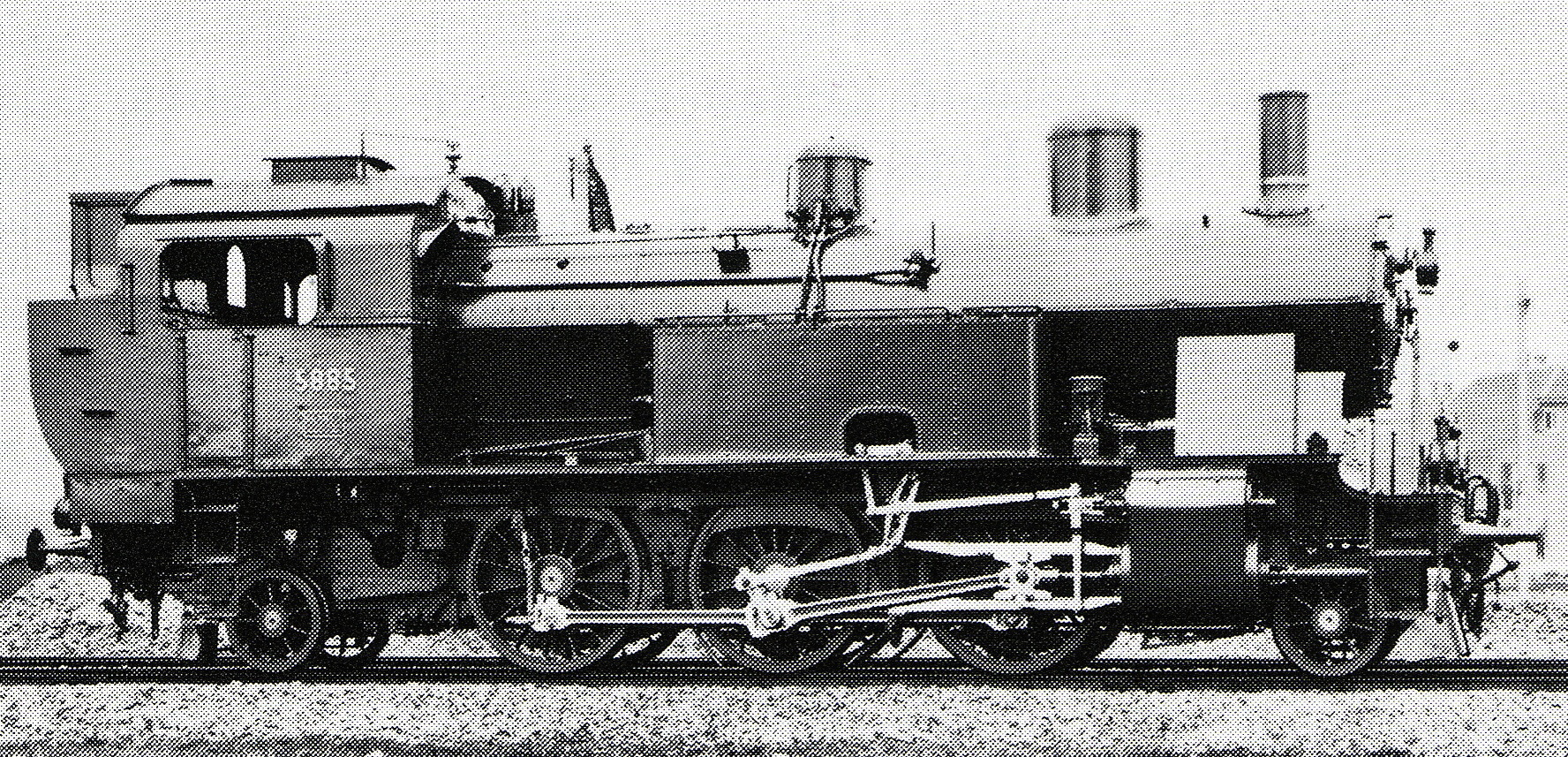
Eb 3/5 als Nr. 5885 der Schweizerischen Bundesbahnen

Nach der Aufnahme des elektrischen Betriebes im Jahr 1933 veräusserte die BT die neun Dampfloks an die Schweizerischen Bundesbahnen (SBB), die sie als Eb 3/5 5881–5889 weiter verwendete. Die Lokomotiven waren beim Personal recht beliebt und kamen zusammen mit ihren Nachfolgerinnen 5801–5834 vor Personen- und Güterzügen in der ganzen Schweiz zum Einsatz. Zwischen 1959 und 1965 erfolgte die Ausrangierung der formschönen Maffei-Lokomotiven.

## Denkmal und historische Lokomotiven

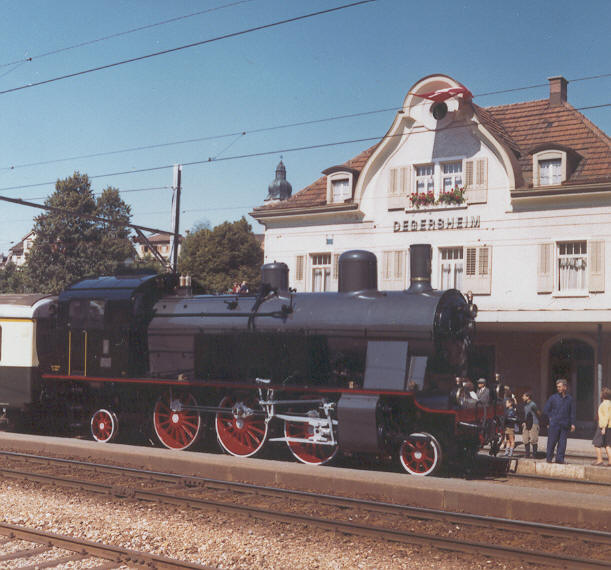
1965 wurde die Eb 3/5 6 nach Degersheim gebracht für die Aufstellung als Denkmal.

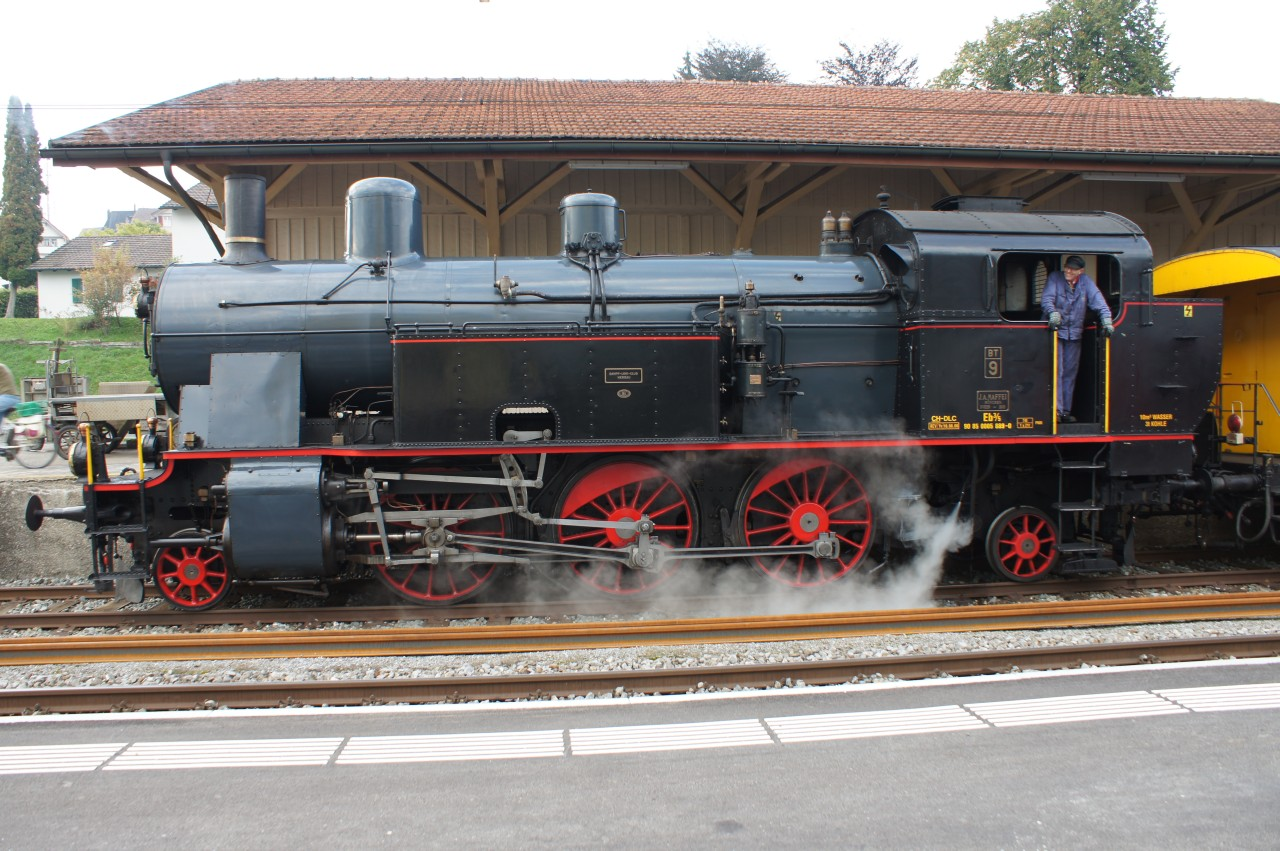
Dampflokomotive Eb 3/5 9 des Dampf-Loki-Clubs Herisau

1965 gelangte die ausrangierte Eb 3/5 5886 (BT Nr. 6), wieder an die BT, die sie restaurierte und in Degersheim als technisches Denkmal aufstellte. 
Ebenfalls 1965 erwarb der Dampf-Loki-Club (DLC) Herisau die Eb 3/5 5889. Die Lok wurde wieder mit der ursprünglichen BT-Nummer 9 versehen. Mit hergerichteten Zweiachswagen kann seither, der unter dem Namen «Amor-Express» bekannte Nostalgie-Dampfzug für Hochzeiten und Gesellschaftsfahrten gemietet werden. Seit 2012 stellt der DLC seine Lokomotive dem Dampfbahnverein Zürcher Oberland (DVZO) in Bauma zur Verfügung.
Lok BT Nummer 6 kam 2004 in die Obhut des Club del San Gottardo in Mendrisio (seit 2017 Associazione CSG Swiss Railpark St. Gotthard), der die historische Lok restaurieren und wieder auf die Schienen bringen will. Sie befindet sich seit 2020 in Biasca.